# وايند بوينت (ويسكونسن)
وايند بوينت (بالإنجليزية: Wind Point, Wisconsin)‏ هي قرية تقع في الولايات المتحدة في مقاطعة راسين. يقدر عدد سكانها بـ 1,723 نسمة ومساحتها 3.68 كم2 وترتفع عن سطح البحر 187 متر.

## التركيبة السكانية
قام مكتب تعداد الولايات المتحدة بتحديد بيانات التركيبة السكانية لوايند بوينت في تعداد الولايات المتحدة. في ما يلي، التركيبة السكانية حسب تعدادي 2000 و2010.

### تعداد عام 2000
بلغ عدد سكان وايند بوينت 1,853 نسمة بحسب تعداد عام 2000، وبلغ عدد الأسر 736 أسرة وعدد العائلات 587 عائلة مقيمة في القرية. في حين سجلت الكثافة السكانية 1,513.5 نسمة لكل ميل مربع (584.4/كم2). وبلغ عدد الوحدات السكنية 757 وحدة بمتوسط كثافة قدره 618.3 نسمة لكل ميل مربع (238.7/كم2).
وتوزع التركيب العرقي للقرية بنسبة 94.7% من البيض و 0.2% من الأمريكيين الأصليين و 3.0% من الأمريكيين ذوي الأصول الآسيوية و 0.3% من الأمريكيين الأفارقة و 1.7% من عرقين مختلطين أو أكثر.
بلغ عدد الأسر 736 أسرة كانت نسبة 29.5% منها لديها أطفال تحت سن الثامنة عشر تعيش معهم، وبلغت نسبة الأزواج القاطنين مع بعضهم البعض 75.3% من أصل المجموع الكلي للأسر، ونسبة 3.8% من الأسر كان لديها معيلات من الإناث دون وجود شريك، وكانت نسبة 20.2% من غير العائلات. تألفت نسبة 17.8% من أصل جميع الأسر من أفراد ونسبة 9.4% كانوا يعيش معهم شخص وحيد يبلغ من العمر 65 عاماً فما فوق. وبلغ متوسط حجم الأسرة المعيشية 2.86، أما متوسط حجم العائلات فبلغ 2.52.
بلغ العمر الوسطي للسكان 47 عاماً. وكانت نسبة 23.5% من القاطنين تحت سن الثامنة عشر، وكانت نسبة 3.3% بين الثامنة عشر والأربعة وعشرون عاماً، ونسبة 20.0% كانت واقعةً في الفئة العمرية ما بين الخامسة والعشرون حتى والأربعة وأربعون عاماً، ونسبة 37.4% كانت ما بين الخامسة والأربعون حتى الرابعة والستون، ونسبة 15.7% كانت ضمن فئة الخامسة والستون عاماً فما فوق. يوجد لكل 100 أنثى 96.3 ذكر، ويوجد لكل 100 أنثى في الثامنة عشر من عمرها فما فوق 92.5 ذكر.
وكان متوسط دخل الذكور 85,555 دولار مقابل 49,722 دولار للإناث. وسجل دخل الفرد الخاص بالقرية 53,104 دولار. وكانت نسبة 2.8% من العائلات ونسبة 3.9% من السكان تحت خط الفقر، وكان من هؤلاء نسبة 3.0% تحت سن الثامنة عشر ونسبة 5.7% في الخامسة والستين من العمر وما فوق.

### تعداد عام 2010
بلغ عدد سكان وايند بوينت 1,723 نسمة بحسب تعداد عام 2010، وبلغ عدد الأسر 731 أسرة وعدد العائلات 551 عائلة مقيمة في القرية. في حين سجلت الكثافة السكانية 1,378.4 نسمة لكل ميل مربع (532.2/كم2). وبلغ عدد الوحدات السكنية 776 وحدة بمتوسط كثافة قدره 620.8 لكل ميل مربع (239.7/كم2).
وتوزع التركيب العرقي للقرية بنسبة 95.7% من البيض و 0.1% من الأمريكيين الأصليين و 2.3% من الأمريكيين ذوي الأصول الآسيوية و 0.8% من الأمريكيين الأفارقة و 0.7% من عرقين مختلطين أو أكثر.
بلغ عدد الأسر 731 أسرة كانت نسبة 23.8% منها لديها أطفال تحت سن الثامنة عشر تعيش معهم، وبلغت نسبة الأزواج القاطنين مع بعضهم البعض 70.2% من أصل المجموع الكلي للأسر، ونسبة 3.7% من الأسر كان لديها معيلات من الإناث دون وجود شريك، بينما كانت نسبة 1.5% من الأسر لديها معيلون من الذكور دون وجود شريكة وكانت نسبة 24.6% من غير العائلات. تألفت نسبة 21.8% من أصل جميع الأسر من أفراد ونسبة 12.1% كانوا يعيش معهم شخص وحيد يبلغ من العمر 65 عاماً فما فوق. وبلغ متوسط حجم الأسرة المعيشية 2.75، أما متوسط حجم العائلات فبلغ 2.36.
بلغ العمر الوسطي للسكان 52.4 عاماً. وكانت نسبة 19% من القاطنين تحت سن الثامنة عشر، وكانت نسبة 4.2% بين الثامنة عشر والأربعة وعشرون عاماً، ونسبة 12.9% كانت واقعةً في الفئة العمرية ما بين الخامسة والعشرون حتى والأربعة وأربعون عاماً، ونسبة 40.4% كانت ما بين الخامسة والأربعون حتى الرابعة والستون، ونسبة 23.3% كانت ضمن فئة الخامسة والستون عاماً فما فوق. وتوزع التركيب الجنسي للسكان بنسبة 48.1% ذكور و51.9% إناث.